# Championnat de France de rugby à XV de Nationale
Pour les articles homonymes, voir Championnat National, National et Championnat de France de rugby à XV de 3e division.
Le championnat de France de rugby à XV de Nationale, simplifié Nationale, est le troisième échelon des compétitions nationales de rugby à XV en France à partir de la saison 2020-2021.

## Histoire

### Prémices de la3edivisionnationale
De 1926 à 1998, un championnat de 3e division rassemble les clubs et correspond au dernier échelon national avant les championnats régionaux (Honneur, Promotion, séries). À la suite des modifications intervenues dans le cadre de la professionnalisation du rugby à XV, la première et la deuxième division nationale sont consacrées à la pratique professionnelle du rugby, sous l'égide de la Ligue nationale de rugby. Les anciennes trois divisions nationales sont alors remaniées en tant que divisions fédérales, sous les noms de Fédérale 1, Fédérale 2 et Fédérale 3. La 3e division devient de fait le 5e échelon national.
Lors de la saison 2000-2001, à la suite d'une nouvelle diminution du nombre d'équipes en 2e division, une division intermédiaire nommée Promotion Nationale est créée, pour une seule saison.

### Passerelle entre échelon professionnel et amateur
De 2016 à 2018, tous les participants de la Fédérale 1, championnat de 3e division, éligibles à la montée en Pro D2 sont réunis au sein d'une même poule, appelée poule Élite. Le premier de la poule accède directement à la Pro D2  à l'issue de la phase régulière tandis qu'une phase finale entre les équipes classées de la 2e à la 5e place définit le second club qui accède à la deuxième division. Deux ans après sa mise en place, cette poule est supprimée pour revenir à l'ancien format de la compétition avec quatre poules comprenant toutes des prétendants à l'accession en Pro D2.
D'après le vice-président de la FFR chargé du rugby amateur, Thierry Murie, cette poule « a eu un effet pervers en poussant les ambitions de clubs qui n'en avaient pas les moyens, et qui les a mis en difficulté financière ». En effet, les dépôts de bilan (Auch, Saint-Nazaire) ou relégations administratives (Limoges, Strasbourg) se sont succédé. Au contraire, d'autres, comme l'entraîneur de Rouen, Richard Hill, ancien international anglais, regrettent cette poule qui avait l'avantage de mieux préparer sportivement les équipes au niveau du monde professionnel.
À la suite de l'arrêt de la saison 2019-2020 des championnats de rugby à XV à cause de la pandémie de Covid-19 en France, la Fédération française de rugby et la Ligue nationale de rugby s'opposent sur le maintien du système d'accession et de rétrogradation entre la Pro D2 et la Fédérale 1 lors de cette intersaison. La LNR souhaite conserver les mêmes clubs professionnels au sein des deux premières divisions tandis que la FFR souhaite permettre aux deux meilleurs clubs de Fédérale 1 d'intégrer la Pro D2, quitte à changer le format du championnat. Pour résoudre ce conflit, Bernard Laporte, président de la Fédération, propose en mai 2020 la création d'un championnat fédéral national à douze clubs entre les deux divisions.
En juin 2020, la Fédération et la Ligue s'accordent pour la création de la Nationale, championnat de troisième division, passerelle entre la Pro D2 professionnelle et la Fédérale 1 amateur. Ce championnat est organisé par la FFR mais co-financé à parts égales par les deux institutions. Les 18 premiers du classement national de la saison 2019-2020 de Fédérale 1 sont invités à participer à cette nouvelle compétition. Quatorze clubs répondent favorablement et sont ainsi retenus pour la première édition : SC Albi, RC Aubenas, Blagnac rugby, CS Bourgoin-Jallieu, US bressane, SO Chambéry, Union Cognac Saint-Jean-d'Angély, US Dax, Stade dijonnais, RC Massy, RC Narbonne, Stade niçois rugby, RC Suresnes et Stado Tarbes. Parmi ces quatorze clubs, neuf ont déjà évolué en Pro D2.
Le 16 juin 2020, la création de la compétition est officiellement validée par le comité directeur de la Fédération française de rugby. À titre de transition, la Nationale est encore partie intégrante de la 1re division fédérale pour la saison 2020-2021 d'après les règlements officiels, avant de devenir une division distincte à partir de la saison 2021-2022.
Bien que la première saison ait été perturbée par la pandémie de Covid-19, la reconduction de cette nouvelle division est assurée par la Fédération.
À partir de la saison 2023-2024, la LNR et la FFR modifient les conditions d'accession à la Pro D2 depuis la Nationale : sur le principe de celui existant entre le Top 14 et la Pro D2, un barrage est instauré entre le perdant de la finale de Nationale et l'avant-dernier de Pro D2, pour une seule montée-descente directe contre deux jusqu'alors.

### Identité visuelle

Logo de 2020 à 2022.
Logo depuis 2022.

## Formule actuelle
La première saison, en 2020-2021, se déroule sous forme d'une poule unique de quatorze clubs avec deux montées en Pro D2 et deux descentes en Nationale à l'issue du championnat.
Les deux premiers du championnat sont directement qualifiés en demi-finale tandis que les clubs classés de la 3e à la 6e place disputent des matchs de barrages, sur le terrain des mieux classés, pour rejoindre le dernier carré. Les demi-finales se disputent en aller-retour et permettent aux vainqueurs d’accéder à la Pro D2 la saison suivante s'ils remplissent les critères du cahier des charges d'accession. Si l'un des clubs finalistes ne les remplit pas, il n'y aura qu'une montée et donc une seule descente de Pro D2. Les deux clubs jouent enfin une finale pour attribuer le titre de champion de France.
Les deux derniers clubs de la poule sont relégués en Fédérale 1 puis en Nationale 2 dès 2022-2023 en raison de la création de cette nouvelle division.

## Palmarès

### Détail du palmarès
| Édition   | Vainqueur         | Score   | Finaliste           | Lieu                                     |
| --------- | ----------------- | ------- | ------------------- | ---------------------------------------- |
| 2020-2021 | US bressane       | 26 – 16 | RC Narbonne         | Stade Pierre-Rajon, Bourgoin-Jallieu     |
| 2021-2022 | RC Massy          | 38 – 10 | Soyaux Angoulême XV | Stade Ernest-Argelès, Blagnac            |
| 2022-2023 | Valence Romans DR | 26 – 19 | US Dax              | Stade Maurice-Trélut, Tarbes             |
| 2023-2024 | Stade niçois      | 39 - 30 | RC Narbonne         | Chambéry Savoie Stadium, Chambéry        |
| 2024-2025 | US Carcassonne    | 24 - 23 | SO Chambéry         | Parc des sports et de l'amitié, Narbonne |

### Bilan
| Club              | Titre(s) | Premier(s) – Dernier(s) |
| ----------------- | -------- | ----------------------- |
| US bressanne      | 1        | 2021 – 2021             |
| RC Massy          | 1        | 2022 – 2022             |
| Valence Romans DR | 1        | 2023 – 2023             |
| Stade niçois      | 1        | 2024 – 2024             |
| US Carcassonne    | 1        | 2025 – 2025             |